# Transformers (historieta de 2019)
Transformers es una serie de cómics estadounidense en curso escrita principalmente por Brian Ruckley e inicialmente publicada dos veces al mes por IDW Publishing que comenzó el 13 de marzo de 2019. Basada en la franquicia Transformers de Hasbro y Takara-Tomy, esta serie es un reinicio de la serie de historietas anterior que comenzó con The Transformers: Infiltration en 2005 y concluyó con Transformers: Unicron en 2018, teniendo lugar en una nueva continuidad que está separada del universo de historietas de Hasbro.
La historia se desarrolla hace mucho tiempo, cuando Cybertron era un centro comercial en toda la galaxia durante su era de paz. Pero todo se pone patas arriba cuando una serie de asesinatos establece una cadena de eventos que trae la inevitable guerra entre los Autobots y los Decepticons.
La serie debutó el 13 de marzo de 2019 y concluyó el 29 de junio de 2022, luego del anuncio de que IDW renunciará a la licencia de cómics de Transformers para fines de año.

## Historia de publicación

### Antecedetes
Tras la quiebra y el cierre de Dreamwave Productions en enero de 2005, IDW Publishing adquirió la licencia de cómics de Transformers en mayo y contrató al veterano escritor Simon Furman para crear una continuidad reiniciada basada en la línea de juguetes Generation 1.
El primer título de Transformers de IDW, ambientado en su propia continuidad, fue The Transformers: Infiltration, que se estrenó con el número 0 en octubre y se lanzó formalmente con el número 1 en enero de 2006.
Después de haber adquirido la licencia de cómics de varias otras propiedades de Hasbro a lo largo de los años, como G.I. Joe, Action Man, Rom, M.A.S.K. y Micronauts: IDW anunció la campaña "Hasbro Reconstruction" en enero de 2016; un relanzamiento destinado a hacer converger estas franquicias en una misma continuidad, comenzando con los eventos crossover Revolution y First Strike.
En abril de 2018, se anunció que esta continuidad compartida terminaría con Transformers: Unicron en noviembre.[cita requerida]

### Desarrollo
IDW Publishing anunció por primera vez Transformers el 18 de diciembre de 2018. El título fue escrito por Brian Ruckley, e inicialmente fue ilustrado por Angel Hernández y Cachét Whitman (reemplazando a Ron Joseph), y comenzó a publicar números dos veces al mes desde marzo de 2019. Ruckley describió la oportunidad de escribir como un "privilegio", y declaró que el título sería una gran oportunidad para que los nuevos lectores se familiaricen con el universo y los personajes de la franquicia Transformers, que él describe como el "más grande [y] mejor que la ciencia ficción tiene que ofrecer".
La serie debutó el 13 de marzo de 2019 y concluyó el 29 de junio de 2022, luego del anuncio de que IDW renunciará a la licencia de cómics de Transformers para fines de año.

### Material expandido
- 'Transformers: Galaxies (2019–2020)[7]
- Transformers: Escape (2020–2021)[8][9]
- Wreckers: Tread & Circuits (2021–2022)[10]
- Transformers: War's End (2022)[11]

## Argumento

### Capítulos 1–5
Hace mucho tiempo, cuando el planeta Cybertron era un centro comercial en toda la galaxia, había una era de paz. Orion Pax, el senador de los Autobots, intenta hablar con Megatron, el senador de los Ascenticons, sobre las tensiones entre las facciones en todo el planeta, en vano. Un Cybertroniano recién forjado llamado Rubble se une a sus mentores Bumblebee y Windblade para encontrarse con otro Cybertroniano llamado Brainstorm, pero lo encontraron muerto fuera de su casa.
Mientras Prowl y Chromia continúan investigando la muerte de Brainstorm, Bumblebee convence a Wheeljack para que Rubble obtenga un trabajo en Tether como ingeniero. En la ciudad de Tarn, Megatron y los Ascenticons están dando un discurso cuando son emboscados por francotiradores.
Las tensiones aumentan en Cybertron cuando Winblade lleva a Rubble al Senado para que Chromia y Geomotus lo interroguen antes de plantar un dispositivo de rastreo. Orión busca Codexa para obtener un consejo.
Windblade y Chromia intentan interrogar a Cyclonus, ya que sospechan que es un testigo potencial en el asesinato de Brainstorm. Después de ver una ceremonia, Bumblebee evita una pelea entre dos Cybertronianos, solo para que Prowl aparezca.
Bumblebee se reúne en secreto con Soundwave, jefe de Operaciones de Seguridad. Cuando Rubble intenta regresar a casa, sigue a un Voin Scavenger que previamente reconoció. No puede comunicarse con Bumblebee porque Soundwave bloqueó su comunicación. Por lo tanto, Rubble se comunica con Prowl sobre el Voin que encontró, y es emboscado por Quake, dejando su destino desconocido.

### Capítulo 6
Cuando Orión visitó a Codexa en busca de consejo, ella recuerda cómo Orión y Megatron se conocieron en el pasado, pero también le advierte a Orión que una traición inesperada conducirá a la caída de Cybertron.

### Capítulos 7–11
Después de que se confirmó la noticia del asesinato de Rubble, un Bumblebee afligido renuncia a su trabajo y decide unirse a la Guardia Ascenticon, donde es recibido por Elita-1. La ausencia de Quake hace que Bumblebee sospeche. Ratchet también lamenta la muerte de Rubble y está decidido a llevar a su asesino ante la justicia. Al regresar al Cráter Memorial de Iacon, Cyclonus se enfrenta a Flamewar en una pelea.
Durante la pelea, Shadow Striker interviene para ayudar a Flamewar, causando que Cyclonus se lastime gravemente y escape. Buscando consejo, Megatron consulta a Termagax, el líder original de los Ascenticons, pero ella todavía no está interesada en regresar, lo que hace que Megatron empuje su propia agenda. Elita-1 le enseña a Bumblebee sobre su nueva posición. Después de que Cyclonus le contó a Chromia sobre su encuentro, ella decide encontrar a Flamewar y Shadow Striker en sus propios términos, incluso sin el permiso de Orion.
Chromia, Sideswipe y Windblade se acercan al cráter conmemorativo de Iacon, buscando posibles miembros de The Rise, una facción aún más extremista. Prowl interroga a Headlock sobre el Voin que Rubble encontró antes de su asesinato. Consciente de su presencia, Sixshot recluta a Flamewar y Shadow Striker para destruir el edificio. Bumblebee se sorprende cuando Barricade dejó las Operaciones de Seguridad por los Ascenticons. Después de una breve pelea, el equipo de Sixshot escapa antes de volar el edificio, dejando a Windblade gravemente herido.
Durante una reunión con el Senado, Orión insiste en que Megatron disuelva los Ascenticons antes de que la amenaza de Rise empeore. Bumblebee y Elita-1 se ven obligados a luchar contra los protestantes de un motín. Megatron advierte a Shockwave, líder de The Rise, sobre cómo sus acciones afectaron la imagen pública de los Ascenticons. Prowl le pide a Soundwave que interrogue a Barricade, pero su permiso es denegado. En medio de estos eventos, Sentinel Prime parece intervenir.
Sentinel le pregunta a Orión sobre las acciones de los Ascenticons mientras Chromia revisa una lista de posibles sospechosos en los asesinatos. Megatron está furioso porque Barricade pasa información directamente a Shockwave, con respecto a la ubicación del testigo Voin cuando Rubble fue asesinado. Orion le pide a Bumblebee que no regrese a la sede de los Ascenticons, siguiendo lo que le sucedió a Windblade, pero Bumblebee se niega, insistiendo en que necesita honrar la memoria de Rubble. Megatron y Shockwave organizan un falso ataque durante una reunión entre la Guardia de Ascenticon y las Operaciones de Seguridad, donde los Risers recuperan Barricade. Megatron aprovecha para pronunciar un nuevo discurso, culpando a los Autobots por los desastres actuales y anunciando una "nueva campaña" para los Ascenticons.

### Capítulo 12
Nautica es la encargada de Xenorrelaciones, obsesionada con conocer otras especies orgánicas; pero nunca regresó a Cybertron, incluso después de que varias facciones aún amenazaran la paz. Entonces Starscream, el jefe de Inteligencia, le advierte sobre posibles disturbios de la embajada de Thraal en el planeta Na'conda. Junto con su guardaespaldas Road Rage, Nautica se infiltra en la embajada y deduce que varios extremistas de Thraal planean exterminar a los últimos refugiados de A'ovan. Nautica y Road Rage son atacadas por uno de esos terroristas con una bomba suicida para hacer estallar la nave Cybertroniana. Con la ayuda de Lightbright, Nautica y Road Rage lograron enviar la bomba antes de explotar, así como salvar a los refugiados de A'ovan. Al partir de la embajada en su camino de regreso a Cybertron, Sentinel le pide a Nautica que mantenga estas noticias en la oscuridad.

### Capítulos 13–17
Durante la nueva campaña de los Ascenticons, Bumblebee tiene un altercado con Skytread. Más tarde se escabulle dentro de los archivos cifrados de Soundwave, intentando confirmar sus sospechas relacionadas con la muerte de Brainstorm y Rubble, descubriendo que Soundwave eliminó los archivos relacionados con Sixshot y Quake. Mientras Ratchet y Chromia continúan revisando la lista de sospechosos de los asesinatos, Sentinel Prime está bajo presión para una elección exigida por los Cybertronianos, mientras trata con Risers que buscan una instalación de Energon ubicada en un Titán Inmersivo. Cuando llegan Sideswipe y Springer, los Risers de Ruckus los atacan. De vuelta en Iacon, Ratchet sospecha de Frenzy, un ex Riser que solía ser un minero y un agente de Inteligencia.
El equipo de Chromia intenta interrogar a los Risers de Ruckus, pero se convierte en un tiroteo, hasta que llegan los Ascenticons de Soundwave. Nautica le dice a Ratchet que el Voin asesinado había intercambiado información previamente, y su muerte traerá consecuencias. Cuando Soundwave se ofrece a negociar con Ruckus, Bumblebee lo sigue en secreto. Se revela que Refraktor es un topo enviado por Starscream para espiar tanto a los Ascenticons como a The Rise. Bajo las órdenes de Megatron, Soundwave provoca una explosión alrededor del Titán para extraer el equipo de Ruckus.
En el pasado, Megatron era un simple minero que encontró fama como gladiador antes de la Guerra de la Threefold Spark. Posteriormente, se estableció el Edicto Nominus, lo que provocó el cierre de muchos lugares de trabajo y se prohibieron estrictamente muchas libertades. Algún tiempo después, Megatron encontraría su lugar después de unirse a Termagax y los Ascenticons, pero cuando dejó la sociedad después de no cumplir su misión, Megatron se dio cuenta de que solo él podía imponer un futuro mejor para Cybertron. En el presente, Sentinel quiere capturar e interrogar a Soundwave mientras Megatron anuncia la disolución oficial de The Rise.
Megatron recibe la advertencia de Heretech, líder de los Reversionistas, sobre el arresto entrante de Soundwave, mientras que Starscream advierte a Megatron sobre que Bumblebee es el doble agente de Orion. Nautica recibe un Voin Asserter como "justicia compensatoria" en respuesta al asesinado Voin. Elita-1 advierte a Megatron sobre las acciones de Soundwave en las montañas. El equipo de Slipstream se infiltra en un centro subsidiario de la red Titan, matando a los guardias en el proceso. Mediante el uso de una bomba de datos especialmente diseñada desarrollada por los científicos internos de Shockwave, el Cityspeaker Skystalker despierta el Vigilem Titán.
Después de terminar su trabajo, el equipo de Slipstream abandona el centro subsidiario neto de Titan. Cyclonus considera sus opciones para lidiar con Rise después de los eventos en el Memorial Crater. En la Luna Alada, Wheeljack descubre que un Riser está instalando un sifón y un transmisor Energon. El centro subsidiario de la red Titán de Iacon detecta que todos los Titanes están desactivados, excepto Vigilem, que se acerca a la Luna Alada. A bordo del Titan Lodestar, Lightbright lucha contra Vigilem mientras Wheeljack y los demás trabajadores evacuan la Luna Alada, pero Vigilem logra destruir el Tether.

### Capítulo 18
Gauge es una Cybertroniana recién forjada que ha estado tratando de encontrar una profesión disponible para ella, bajo el cuidado de Arcee y Greenlight. Cuando Gauge está probando el trabajo de diseño arquitectónico, Greenlight sugiere abandonar Cybetron a través de una nave estelar de los Reversionistas, pero Arcee se niega. Sin embargo, cuando el Tether se cae, todos comenzaron a evacuar. Al mismo tiempo, Gauge es asesinado por saqueadores que están invadiendo las reservas de Energon. Después de que Arcee toma represalias contra dos de ellos, cambia de opinión acerca de abandonar el planeta. Al llegar al Éxodo, los guardias de seguridad están bloqueando la entrada, pero Arcee lucha contra ellos para que Greenlight y Gauge entren. Cuando el Exodus se va, Arcee se las arregla para entrar también.

### Especial del Día de San Valentín
Glyph es un analista de datos que siempre quiso unirse a Xenorrelaciones, y tiene su oportunidad cuando Nautica le ofrece un lugar para estudiar la civilización nativa en el remoto mundo de SDS-359. Por razones de seguridad, Glyph se une a su amiga Tap-Out, un ex gladiador con una carrera decreciente. Después de llegar a SDS-359, Tap-Out trata con los nativos que quieren ver peleas en lugar de ser diplomáticos. Después de derrotar a una criatura reptiliana, recibe el respeto de los nativos, pero hace que Glyph se convierta en un paria. Después de una breve charla, confiesan sus sentimientos el uno al otro mientras ella lo convence de hablar con los nativos y aprender su idioma. Después de que un malentendido provoca una pelea con un guardián incluso gigante, Glyph salva Tap-Out al derrotarlo. Después de terminar su informe, Glyph regresa con Tap-Out a Cybertron.
En otra parte, Cosmos se ha convertido en el nuevo Jefe de Seguridad Espacial, pero su trabajo de defensa de la luna interior de Cybertron lo lleva más al aislamiento. Después de recibir una transmisión de Blast Off, se hablan, pero nunca se conocieron personalmente. A lo largo de los ciclos, se involucran sentimentalmente hasta el punto de encontrarse finalmente cara a cara.

### Capítulos 19–23
Después de la caída del Tether que causó varias muertes, Megatron se sorprende y se decepciona de cómo su plan no salió como lo había planeado. Soundwave recibe protección de Rise y degrada a Elita de su rango, colocando a Skytread en su lugar. Bumblebee lidia con varios recuerdos, pero luego se enfrenta a Catgut y Treadshot, miembros de The Rise que fueron enviados a matarlo. Sin embargo, Bumblebee es salvado por Chromia. Mientras tanto, Sentinel está obsesionado con exponer las mentiras tanto de los Ascenticons como de The Rise, degradando a Orion de su deber. Windblade recluta a Novastar y otros veteranos de seguridad para formar un equipo de contraataque. Shockwave recibe malas noticias de Sixshot sobre varios Risers que se unen a la Guardia Ascenticon, junto con noticias aún más horribles sobre Mindwipe haciendo una "investigación" propia.
Desde la caída de Tether, Sentinel Prime ha denunciado públicamente tanto a los Ascenticons como a los miembros de Rise, y ahora los llama "Decepticons". Operaciones de seguridad interroga a Singe, quien fue arrestado por robar Energon durante el colapso de Tether, y este último revela que deberían buscar en el bar de Swindle, donde se reúnen la mayoría de los criminales. Dentro de Swindle's, Bumper localiza a Mindwipe, otro sospechoso de Riser, pero Mindwipe lo hipnotiza para atacar a Prowl. Después de que Mindwipe se escapa, Sideswipe captura a Swindle, quien hizo un trato con los Risers. En la sede de Rise, Sixshot abre una habitación segura y prepara a Frenzy y Quake para echar a pique su base actual.
Mientras investiga alguna actividad sísmica inusual en el interior de Cybertronian, la tripulación de geólogos de Geomutus planea extraer el Titán Leviatán, que se niega a transformarse de su modo alternativo, hasta que un equipo Riser que lleva a Frenzy y Quake los ataca. Por suerte para ellos, están protegidos por miembros del nuevo equipo antiterrorista de Novastar, pero Geomutus convence a Leviathan para que ayude. De vuelta en Iacon, Bumblebee abandona la Guardia Ascenticon después de ver que la facción perdió el rumbo en su causa, y acepta testificar en su contra. Optimus teme lo peor sobre Megatron en busca de un final.
Leviathan logra incapacitar a Quake, lo que lo lleva a ser transferido a la custodia. Pero durante la transferencia, interviene una multitud enojada, lo que lleva a Quake a escapar, solo para luchar contra un Voin Asserter, que se corta la mano izquierda. Después de matar al Voin, Quake es asesinado por Bumblebee, como venganza por la muerte de Rubble.
Cuando Megatron llega al Senado para enfrentarse a Sentinel Prime, acepta su futuro como Decepticon, ya que él y sus seguidores pretenden archivar lo que los Ascenticons y los Rise no pudieron. En ese momento, los Decepticons han lanzado un ataque contra el Senado, declarando que la crisis ha terminado y Cybertron está libre de la tiranía del Senado. Mientras tanto, Starscream visita a Bumblebee en su celda.

### Capítulo 24
De vuelta en Winged Moon, la tripulación compuesta por Wheeljack, Huffer, Lancer, Cosmos y Gears intenta encontrar una manera de evitar que la Luna se vaya al Sol. Después de pasar por la Nube Croata, varios soldados de infiltración Decepticon liderados por Strika invaden la Luna. Mientras tanto, Wheeljack reflexiona sobre cómo Termagax fundó los Ascenticons como un movimiento pacífico, y cómo luego renunció después de no poder convencer al Senado de no usar la violencia, nombrando a Megatron como el nuevo senador de la facción.

### Capítulos 25–30
Después de que Megatron y los Decepticons asumieron el control del Senado como su primer paso para controlar Cybertron, varios Cybertronianos se reagrupan en una nueva resistencia Autobot e intentan liberar a Sentinel Prime y Orion Pax, que están detenidos como prisioneros. A pesar de que los Autobots han dado algunos pasos en falso, su misión tiene éxito, pero cuando Sentinel es asesinado por los Rainmakers, Matrix of Leadership elige a Orion Pax como su próximo portador, y se renombra a sí mismo como Optimus Prime.
Asumiendo su nuevo rango, Optimus Prime pide consejo a Pyra Magna, uno de los Cuatro Grandes Generales durante la Guerra Contra la Threefold Spark. Megatron insiste en que Starscream comparta información con él, pero Termagax lo aprehende, sintiéndose engañado por el mal uso de la causa de los Ascenticons. Cuando Megatron aparentemente asesina a Termagax, resultó que destruyó un dron espectrosintético sin sentido, mientras que la Termagax real se traslada a otro lugar.
Cuando el equipo Strika intenta robar el energon restante de la Luna Alada, los trabajadores supervivientes reciben ayuda de un equipo de rescate. Los trabajadores logran provocar un agujero negro que impulsa a Strika y los demás. Los trabajadores regresan a Cybertron, con la excepción de Cosmos, que se queda en la Luna Alada para enviar un mensaje a Blast Off como parte de una "invitación".
Cyclonus está persiguiendo a Sixshot para saldar cuentas, pero este último revela que los Autobots unieron fuerzas con Pyra Magna, una antigua némesis suya. Megatron usa a Andrómeda para inventar una entrevista, acusando a Elita-1 de supuesta traición. Starscream obtiene información de Refraktor sobre lo que los Decepticons planean hacer a continuación. Con la ayuda de Trickdiamond, Swindle y Bumblebee escapan y se van a un búnker escondido debajo de su casino, lleno de sofás de simulación multimundo ilícitos, donde encuentran a Deathsaurus atrapado dentro de uno de ellos, luego de su encuentro con Cliffjumper en el planeta Probat.
Ironhide reúne a Javelin y un grupo de soldados para proteger a Optimus, mientras se ocupa de la toma de posesión del Senado. Como el nuevo líder de los Autobots, Optimus es llevado a la Pirámide, donde Perceptor le cuenta el secreto sobre el uso de los Titansparks en la Era de la Expansión, pero después de la guerra de Threefold Spark, se estableció el Edicto Nominus y se escondieron dieciséis Titansparks dentro de la Pirámide. Cuando los Decepticons atacan el lugar, se daña hasta el punto de ser consumido por plasma, lo que lleva a los Autobots a evacuar. Cuando la Pirámide explota, la mayoría de los Titanes mueren en el proceso.
Optimus intenta convencer a Megatron sobre las consecuencias futuras de sus acciones, sin éxito, pero resulta ser un plan de Pyra Magna para que los Autobots puedan escapar de Iacon. Cuando Strika interrumpe las comunicaciones, Pyra se enfrenta a Cyclonus, que busca venganza por la muerte de muchos prisioneros dentro de una nave espacial durante la guerra de Threefold Spark. Sin embargo, él elige no matarla, ya que los Portadores de la Antorcha llegan para reunirse con Pyra. Mientras los Autobots abandonan a Iacon, Megatron concluye que debe matar a Optimus para archivar su victoria sobre Cybertron.

### Capítulos 31–36
Cyclonus se ocupa de su descubrimiento de que Provoke apenas estaba vivo después de haber sido enterrado dentro de Cybertron durante dos megaciclos. Optimus le da la bienvenida a Ultra Magnus durante los eventos recientes. Shockwave mantiene a Sunstorm dentro de una cápsula después de ser transportado desde Winged Moon. Mientras Strongarm y su equipo están en guardia, Perceptor prueba una plataforma híbrida de teletransportación alimentada por nucleones en Jumpstream, pero sus efectos secundarios la transportan a un universo paralelo donde Exarchon y Threefold Spark reinan en Cybertron.
En el universo paralelo, Jumpstream intenta sobrevivir mientras Exarchon la vende a algunos Thraal Mercenaries, pero Bumblebee y otros sobrevivientes la salvan. Cuando algunos de los leales a Exarchon los atacan, Jumpstream usa algunas partes de varios Transformers para activar la plataforma y regresar a su dimensión, pero termina en estado de coma. Cuando Pyra Magna exige a Perceptor una explicación, Lancer explica que estaba saturada de partículas de cronón, lo que significa que no fue transportada a un universo paralelo, sino a una línea de tiempo alternativa en el futuro. Onslaught cambia de turno con Vortex para proteger a Sunstorm. Flatline logra reparar Provoke a la felicidad de Cyclonus. Skywarp logra regresar a Cybertron desde el espacio extraterrestre.
De vuelta en su bar, Swindle oculta en secreto a Bumblebee mientras intenta localizar a Barricade para completar su venganza por el asesinato de Rubble. Trickdiamond recuerda cómo Combiner Devastator mató a su mentor. Swindle revela que Elita-1 está siendo trasladada a la prisión del Senado. Con la ayuda de Charger y Fire Beast, Bumblebee provoca una fuga para rescatar a Eilta. En el proceso, Bumblebee conoce a Barricade, pero decide no matarlo después de que Optimus le recuerda que debe convertirse en la mejor versión de sí mismo. En cambio, deja que Charger y Fire Beast le quemen el brazo derecho. Al final, Swindle revela dónde podría estar el Enigma de la combinación, por lo que Bumblebee le pide que se comunique con Optimus. Mientras tanto, Skywarp camina por Cybertron para saber qué ha cambiado y decide encontrarse con el mismo Megatron.
De vuelta en el Mar de óxido, Termagax se reúne con Geomotus y Landmine mientras los Decepticons llegan a su casa y buscan el Enigma de la combinación. Skywarp intenta ganarse la confianza de Megatron. Shockwave envía los ejércitos clonados de Insecticon mientras intenta reclutar a los Constructicons. Cuando Jumpstream despierta de su coma, les advierte sobre el futuro cuando gana Exarchon. Mientras los Insecticons invaden la casa, Termagax revela a Geomotus y Landmine por qué mantuvo oculto el Enigma, hasta que los Autobots los salvan.
Mientras los Autobots defienden la Casa, Termagax acepta de mala gana la ayuda de Pyra Magna mientras discute con Optimus sobre el Enigma. Los Decepticons envían a los Buscadores a atacar la Casa, mientras que varios Autobots contraatacan para defenderla. Después de su discusión con Optimus sobre el Enigma, Termagax envía todos sus espectrosintéticos al campo de batalla.
Skywarp aprovecha para teletransportarse dentro de la Casa y tomar el Enigma, pero después de luchar contra Jumpstream, Sky Lynx aparentemente lo destruye. El Enigma se deja caer al suelo, donde Sixshot intenta tomarlo después de dispararle a Skytread, pero este último cae en Mar de Óxido, donde es devorado por los Gusanos de Óxido. Los Decepticons se retiran mientras los Autobots discuten cómo recuperar el Enigma. Mientras tanto, se revela que Provoke es un cadáver poseído por la chispa de Exarchon, ya que también posee Flatline y Ruckus.

### Anual de 2021
Tras la Caída del Tether en Cybertron, Lightbright y Lodestar buscan a Vigilem, mientras reciben ayuda de los Technobots. Todos ingresaron al puesto avanzado de comercio y logística ubicado en Hexagon, donde Thunderwing está reparando a Vigilem. Cuando los Technobots llegan al puesto de avanzada para las negociaciones, descubren que Thunderwing, Bludgeon y Airachnid han estado haciendo experimentos para recrear los Artefactos de los Primes, comenzando con el Combination Core, una copia del Enigma of Combination. Los Technobots liberan a la fuerza a Vigilem para que Lightbright y Lodestar puedan enfrentarse a él, pero son atacados por Airachnid. Durante su pelea, los Technobots hacen contacto con el Combination Core, combinándolos en "Computron". Vigilem es destruido, Thunderwing y los demás se retiran mientras Lightbright y Lodestar se reúnen con los Technobots después de ser expulsados de Hexagon. Sin embargo, su celebración termina abruptamente cuando se les informa sobre la destrucción de la pirámide y la muerte de todos los titanes, lo que convierte a Lodestar en el último titán en pie.

### Especial de Halloween
Mientras intenta demostrar su lealtad a los Decepticons, Starscream visita una cueva abandonada donde se encuentra con un simio Voin poseído por la chispa de su antiguo mentor, Cryak, que quería sumergirse, pero el simio interfirió, provocando su estado actual. Después de hacer contacto con ella, Cryak planea usar el cuerpo de Starscream para escapar, pero este último evita que suceda. De vuelta en su propio cuerpo, Starscream deja a Cryak atrapada dentro del cuerpo del simio.

### Capítulos 37–39
Optimus y Ultra Magnus visitan la cámara de Codexa una vez más para pedirle consejo, cuando ella revela que Exarchon fue corrompido de alguna manera por un agente desconocido, lo que lo llevó a encontrar la "Chispa triple" y comenzar su guerra por Cybertron. Cuando Optimus y Magnus están a punto de salir de la cámara, son emboscados por Decepticons, quienes son enviados a capturar a Optimus, pero Ironhide lo ayuda a escapar, mientras que Magnus es capturado y llevado a Iacon. Todavía lidiando con su trauma, Cyclonus visita a Exarchon/Ruckus en la sede de Decepticon en busca de un consejo.
Megatron mantuvo en secreto una Titanspark, ya que tiene la intención de reconstruir la Forja que fue destruida. Ultra Magnus intenta razonar con los Decepticons sobre el regreso de Exarchon, pero nadie le cree. Arcee decide unirse a los Autobots después de enfrentarse a los Revisionists. Cyclonus comienza a tener sospechas sobre la actitud y el comportamiento de Exarchon/Provoke, de manera similar a lo que le sucedió a Exarchon/Ruckus. Smokescreen hace un trato con Swindle a cambio de ayuda para rescatar a Magnus y a los otros prisioneros dentro del Senado, lo que molesta a Trickdiamond, quien conspira con Starscream para quedarse con la herencia de Swindle. Después de rescatar a Magnus, el equipo de Smokescreen se reúne en Swindle's, hasta que se les acerca un batallón de Decepticons liderado por Sixshot.
Smokescreen y su equipo están siendo atacados por el batallón de Sixshot mientras buscan a Swindle. Durante la batalla, el bar de Swindle se destruye en su mayor parte, pero los Autobots logran escapar con Bumblebee de nuevo de su lado. Cyclonus confirma sus sospechas después de enfrentarse a Exarchon/Provoke antes de matarlo, liberando el cuerpo de Provoke de la posesión de Exarchon. De vuelta en Swindle's, Exarchon/Ruckus se enfrenta a Shockwave, quien está arreglando a Skywarp después de que Sky Link casi lo mata. Luego, Exarchon/Flatline posee el cuerpo de Deathsaurus y escapa, planeando reanudar su guerra pasada.

### Capítulos 40–43
Los Autobots restantes luchan para proteger Crystal City de los enormes ejércitos Decepticon liderados por Strika, mientras que la mayoría de los sobrevivientes se mudan a los refugios en Darkmount. Optimus y Bumblebee dejan de lado sus diferencias antes de unirse a la pelea. Cuando los Decepticons están rodeados, la Titánide Lodestar regresa del espacio para ayudar a los Autobots después de luchar contra Vigilem.
Lodestar está gravemente herida, pero Computron derriba a varios Decepticons, lo que hace que la mayor parte del ejército de Strika huya. Optimus propone una tregua con Megatron a raíz de las amenazas actuales que rodean a Cybertron, incluido Exarchon. Mientras Lightbright y Lodestar viajan a Darkmount para ayudar a los refugiados, Termagax tiene la idea de pasar por la base de los Insecticons originales para acabar con los enjambres de Insecticlones y los gusanos oxidados.
En Darkmount, Termagax reúne a un equipo para infiltrarse en el nido oculto de los Insecticlones, que encuentra Smokescreen. Mientras los Autobots y los Decepticons se ocupan de los gusanos oxidados, Optimus entra en coma después de que el Mediador de la Matrix lo contacta sobre su papel durante la caída de Cybertron.
En Darkmount, el equipo de Hound lucha contra enjambres de Insecticlone mientras que el equipo de Cromar usa un dispositivo especial desarrollado por Termagax (usando el cuerpo de Bombshell y los sensores de Novastar) para transmitir una señal que reprograma los Insecticlones para atacar a los gusanos de óxido. El plan tiene éxito, pero Termagax sacrifica su Casa por la autodestrucción. El equipo de Optimus luego entra en Sonic Canyons, pero Skywarp aparece armado con un implosionador, mientras Megatron y los otros Decepticons se reúnen.

### Capítulo final
Luego de la derrota de Exarchon, los Insecticlones y los gusanos oxidados, Megatron ahora está decidido a tomar Matrix of Leadership de Optimus, pero Sky Lynx y Computron llegan a tiempo, lo que hace que Jumpstream transporte Skywarp y el implosionador de regreso al espacio. Megatron luego acepta dejar que los Autobots vayan a Darkmount, donde el último Arca está casi lista. Cuando los Decepticons comienzan a invadir Darkmount, solo Scattershot y los Combaticons logran derrotar a Devastator, lo que permite que los Autobots ganen tiempo para que la mayoría de ellos escapen a Winged Moon. Entonces, Megatron ordena encarcelar al grupo de Scattershot a Iacon, mientras que los Autobots son recibidos por Blast Off y Cosmos en Winged Moon.

## Lista de capítulos
| Capítulo                         | Escritor(es)                         | Dibujante(s)                                                           | Colorista(s)                                 | Fecha de publicación     |
| Principales                      | Principales                          | Principales                                                            | Principales                                  | Principales              |
| -------------------------------- | ------------------------------------ | ---------------------------------------------------------------------- | -------------------------------------------- | ------------------------ |
| #1                               | Brian Ruckley                        | Angel Hernandez y Cachét Whitman                                       | Joana Lafuente                               | 13 de marzo de 2019      |
| #2                               | Brian Ruckley                        | Angel Hernandez y Cachét Whitman                                       | Joana Lafuente y Josh Burcham                | 27 de marzo de 2019      |
| #3                               | Brian Ruckley                        | Angel Hernandez y Cachét Whitman                                       | Joana Lafuente y Josh Burcham                | 16 de abril de 2019      |
| #4                               | Brian Ruckley                        | Angel Hernandez, Cachét Whitman y Sara Pitre-Durocher                  | Joana Lafuente y Josh Burcham                | 30 de abril de 2019      |
| #5                               | Brian Ruckley                        | Angel Hernandez, Anna Malkova y Sara Pitre-Durocher                    | Joana Lafuente y Josh Burcham                | 14 de mayo de 2019       |
| #6                               | Brian Ruckley                        | Bethany McGuire-Smith                                                  | Bethany McGuire-Smith                        | 29 de mayo de 2019       |
| #7                               | Brian Ruckley                        | Angel Hernandez, Anna Malkova y Sara Pitre-Durocher                    | Joana Lafuente y Josh Burcham                | 11 de junio de 2019      |
| #8                               | Brian Ruckley                        | Angel Hernandez and Anna Malkova                                       | Joana Lafuente y Josh Burcham                | 2 de julio de 2019       |
| #9                               | Brian Ruckley                        | Angel Hernandez, Anna Malkova y Sara Pitre-Durocher                    | Joana Lafuente                               | 17 de julio de 2019      |
| #10                              | Brian Ruckley                        | Angel Hernandez, Anna Malkova y Sara Pitre-Durocher                    | Joana Lafuente y Josh Burcham                | 6 de agosto de 2019      |
| #11                              | Brian Ruckley                        | Angel Hernandez y Anna Malkova                                         | Joana Lafuente y Josh Burcham                | 27 de agosto de 2019     |
| #12                              | Brian Ruckley                        | Sara Pitre-Durocher                                                    | Joana Lafuente                               | 18 de september de 2019  |
| #13                              | Brian Ruckley                        | Angel Hernandez y Alex Milne                                           | Joana Lafuente                               | 17 de octubre de 2019    |
| #14                              | Brian Ruckley                        | Anna Malkova y Bethany McGuire-Smith                                   | Joana Lafuente                               | 6 de noviembre de 2019   |
| #15                              | Brian Ruckley                        | Anna Malkova y Bethany McGuire-Smith                                   | Joana Lafuente y Josh Burcham                | 1 de enero de 2020       |
| #16                              | Brian Ruckley                        | Anna Malkova y Bethany McGuire-Smith                                   | Joana Lafuente y Josh Burcham                | 29 de enero de 2020      |
| #17                              | Brian Ruckley                        | Anna Malkova y Bethany McGuire-Smith                                   | Joana Lafuente y Josh Burcham                | 19 de febrero de 2020    |
| #18                              | Brian Ruckley                        | Bethany McGuire-Smith y Umi Miyao                                      | Josh Burcham                                 | 11 de marzo de 2020      |
| #19                              | Brian Ruckley                        | Anna Malkova                                                           | Joana Lafuente                               | 18 de marzo de 2020      |
| #20                              | Brian Ruckley                        | Anna Malkova y Bethany McGuire-Smith                                   | John-Paul Bove                               | 17 de junio de 2020      |
| #21                              | Brian Ruckley                        | Billie Montfort and Blacky Shepherd                                    | John-Paul Bove y Joana Lafuente              | 22 de julio de 2020      |
| #22                              | Brian Ruckley                        | Anna Malkova                                                           | John-Paul Bove                               | 12 de agosto de 2020     |
| #23                              | Brian Ruckley                        | Anna Malkova                                                           | Joana Lafuente                               | 16 de septiembre de 2020 |
| #24                              | Brian Ruckley                        | Beth McGuire-Smith                                                     | Beth McGuire-Smith                           | 11 de noviembre de 2020  |
| #25                              | Brian Ruckley                        | Anna Malkova                                                           | Joana Lafuente                               | 9 de diciembre de 2020   |
| #26                              | Brian Ruckley                        | Anna Malkova                                                           | David Garcia Cruz                            | 30 de diciembre de 2020  |
| #27                              | Brian Ruckley                        | Fico Ossio                                                             | David Garcia Cruz                            | 20 de enero de 2021      |
| #28                              | Brian Ruckley                        | Anna Malkova                                                           | David Garcia Cruz                            | 31 de marzo de 2021      |
| #29                              | Brian Ruckley                        | Anna Malkova                                                           | David Garcia Cruz                            | 19 de mayo de 2021       |
| #30                              | Brian Ruckley                        | Anna Malkova                                                           | David Garcia Cruz                            | 26 de mayo de 2021       |
| #31                              | Brian Ruckley                        | Angel Hernandez y Anna Malkova                                         | David Garcia Cruz                            | 23 de junio de 2021      |
| #32                              | Brian Ruckley                        | Angel Hernandez y Anna Malkova                                         | David Garcia Cruz                            | 14 de julio de 2021      |
| #33                              | Brian Ruckley                        | Anna Malkova                                                           | David Garcia Cruz                            | 4 de agosto de 2021      |
| #34                              | Brian Ruckley                        | Anna Malkova                                                           | David García Cruz y Evan Gauntt              | 1 de septiembre de 2021  |
| #35                              | Brian Ruckley                        | Anna Malkova                                                           | David García Cruz y Evan Gauntt              | 22 de septiembre de 2021 |
| #36                              | Brian Ruckley                        | Anna Malkova                                                           | David García Cruz y Evan Gauntt              | 27 de septiembre de 2021 |
| #37                              | Brian Ruckley                        | Winston Chan and Guido Guidi                                           | John-Paul Bove y Ed Pirrie                   | 24 de noviembre de 2021  |
| #38                              | Brian Ruckley                        | Anna Malkova                                                           | David García Cruz                            | 15 de diciembre de 2021  |
| #39                              | Brian Ruckley                        | Andrew Griffith                                                        | John-Paul Bove                               | 19 de enero de 2022      |
| #40                              | Brian Ruckley                        | Anna Malkova                                                           | David García Cruz                            | 16 de febrero de 2022    |
| #41                              | Brian Ruckley                        | Anna Malkova y Blacky Shepherd                                         | David García Cruz                            | 16 de marzo de 2022      |
| #42                              | Brian Ruckley                        | Andrew Griffith                                                        | David García Cruz                            | 20 de abril de 2022      |
| #43                              | Brian Ruckley                        | Anna Malkova, Ed Pirrie, Juan Samu y Blacky Shepherd                   | Heather Brackel y David García Cruz          | 18 de mayo de 2022       |
| Otros                            |                                      |                                                                        |                                              |                          |
| Especial del Día de San Valentín | Patrick Ehlers y Sara Pitre-Durocher | Jack Lawrence y Sara Pitre-Durocher                                    | Josh Burcham y Sara Pitre-Durocher           | 14 de febrero de 2020    |
| Anual de 2021                    | Brian Ruckley                        | Alex Milne                                                             | John-Paul Bove                               | 9 de junio de 2021       |
| Especial de Halloween            | Dan Watters                          | Bethany McGuire-Smith                                                  | Nahuel Ruiz                                  | 29 de septiembre de 2021 |
| Fate of Cybertron                | Brian Ruckley                        | Winston Chan, Andrew Griffith, Angel Hernandez, Alex Milne y Ed Pirrie | Josh Burcham, David García Cruz y Josh Perez | Junio de 2022            |

## Recepción
| Capítulo                         | Fecha de publicación     | Calificación de la crítica | Reseñas de críticos | Ref.    |
| -------------------------------- | ------------------------ | -------------------------- | ------------------- | ------- |
| #1                               | 13 de marzo de 2019      | 8.1/10                     | 21                  | [ 59 ]  |
| #2                               | 27 de marzo de 2019      | 7.0/10                     | 13                  | [ 60 ]  |
| #3                               | 16 de abril de 2019      | 6.4/10                     | 8                   | [ 61 ]  |
| #4                               | 30 de abril de 2019      | 7.0/10                     | 7                   | [ 62 ]  |
| #5                               | 14 de mayo de 2019       | 7.3/10                     | 8                   | [ 63 ]  |
| #6                               | 29 de mayo de 2019       | 7.7/10                     | 5                   | [ 64 ]  |
| #7                               | 11 de junio de 2019      | 7.7/10                     | 7                   | [ 65 ]  |
| #8                               | 2 de julio de 2019       | 8.1/10                     | 5                   | [ 66 ]  |
| #9                               | 17 de julio de 2019      | 7.3/10                     | 5                   | [ 67 ]  |
| #10                              | 6 de agosto de 2019      | 7.2/10                     | 6                   | [ 68 ]  |
| #11                              | 27 de agosto de 2019     | 7.6/10                     | 5                   | [ 69 ]  |
| #12                              | 18 de september de 2019  | 7.3/10                     | 5                   | [ 70 ]  |
| #13                              | 17 de octubre de 2019    | 7.9/10                     | 6                   | [ 71 ]  |
| #14                              | 6 de noviembre de 2019   | 7.6/10                     | 4                   | [ 72 ]  |
| #15                              | 1 de enero de 2020       | 7.9/10                     | 2                   | [ 73 ]  |
| #16                              | 29 de enero de 2020      | 7.1/10                     | 4                   | [ 74 ]  |
| Especial del Día de San Valentín | 14 de febrero de 2020    | 7.0/10                     | 2                   | [ 75 ]  |
| #17                              | 19 de febrero de 2020    | 7.0/10                     | 6                   | [ 76 ]  |
| #18                              | 11 de marzo de 2020      | 7.6/10                     | 4                   | [ 77 ]  |
| #19                              | 18 de marzo de 2020      | 7.8/10                     | 5                   | [ 78 ]  |
| #20                              | 17 de junio de 2020      | 6.8/10                     | 3                   | [ 79 ]  |
| #21                              | 22 de julio de 2020      | 6.1/10                     | 4                   | [ 80 ]  |
| #22                              | 12 de agosto de 2020     | 6.9/10                     | 3                   | [ 81 ]  |
| #23                              | 16 de septiembre de 2020 | 7.1/10                     | 4                   | [ 82 ]  |
| #24                              | 11 de noviembre de 2020  | 7.0/10                     | 2                   | [ 83 ]  |
| #25                              | 9 de diciembre de 2020   | 7.3/10                     | 3                   | [ 84 ]  |
| #26                              | 30 de diciembre de 2020  | 7.3/10                     | 3                   | [ 84 ]  |
| #27                              | 20 de enero de 2021      | 7.8/10                     | 4                   | [ 85 ]  |
| #28                              | 31 de marzo de 2021      | 7.3/10                     | 3                   | [ 86 ]  |
| #29                              | 19 de mayo de 2021       | 7.6/10                     | 4                   | [ 87 ]  |
| #30                              | 26 de mayo de 2021       | 7.2/10                     | 2                   | [ 88 ]  |
| Anual de 2021                    | 9 de junio de 2021       | 5.0/10                     | 1                   | [ 89 ]  |
| #31                              | 23 de junio de 2021      | 7.5/10                     | 3                   | [ 90 ]  |
| #32                              | 14 de julio de 2021      | 6.8/10                     | 3                   | [ 91 ]  |
| #33                              | 4 de agosto de 2021      | 7.9/10                     | 3                   | [ 92 ]  |
| #34                              | 1 de septiembre de 2021  | 5.0/10                     | 1                   | [ 93 ]  |
| #35                              | 22 de septiembre de 2021 | 7.2/10                     | 2                   | [ 94 ]  |
| Especial de Halloween            | 29 de septiembre de 2021 | 8.0/10                     | 4                   | [ 95 ]  |
| #36                              | 27 de septiembre de 2021 | 6.5/10                     | 2                   | [ 96 ]  |
| #37                              | 24 de noviembre de 2021  | 6.8/10                     | 3                   | [ 97 ]  |
| #38                              | 15 de diciembre de 2021  | 7.0/10                     | 2                   | [ 98 ]  |
| #39                              | 19 de enero de 2022      | 8.0/10                     | 2                   | [ 99 ]  |
| #40                              | 16 de febrero de 2022    | 7.5/10                     | 2                   | [ 100 ] |
| #41                              | 23 de marzo de 2022      | 7.7/10                     | 3                   | [ 101 ] |
| #42                              | 27 de abril de 2022      | 4.0/10                     | 1                   | [ 102 ] |
| #43                              | 18 de mayo de 2022       | 7.5/10                     | 2                   | [ 103 ] |
| Fate of Cybertron                | 29 de junio de 2022      | TBA                        | TBA                 | [ 104 ] |
| Total                            |                          | 7.2/10                     | 195                 | [ 105 ] |